# Pink Cliffs
Les Pink Cliffs (Falaises roses) sont une suite de hauts remparts localisés en bordure du plateau de Paunsaugunt au sud-ouest de l'Utah aux États-Unis. Une grande partie de ces escarpements sont protégés au sein du parc national de Bryce Canyon.
Les remparts s'étendent sur environ 56 km le long de la limite sud-est du plateau de Paunsaugunt. Ce plateau est un des sous plateaux élevés appartenant au plateau du Colorado.

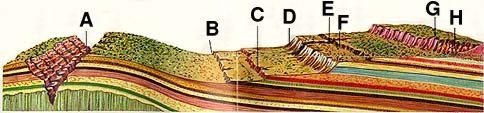
Grand Canyon (A), Chocolate Cliffs (B), Vermilion Cliffs (C), White Cliffs (D), Zion Canyon (E), Gray Cliffs (F), Pink Cliffs (G), Bryce Canyon (H)

Les roches ont des colorations rougeâtre et rosâtre et appartiennent à la formation géologique de Claron. La coloration des roches provient de la présence d'un oxyde de fer appelé hématite. Cette formation constitue la couche géologique supérieure du parc national de Bryce Canyon et est composée de roches sédimentaires calcaires. La formation de Claron est également la couche géologique supérieure du Grand Staircase qui s'étend jusqu'au Grand Canyon en Arizona. C'est dans cette formation géologique que les hoodoos se forment dans Bryce Canyon.

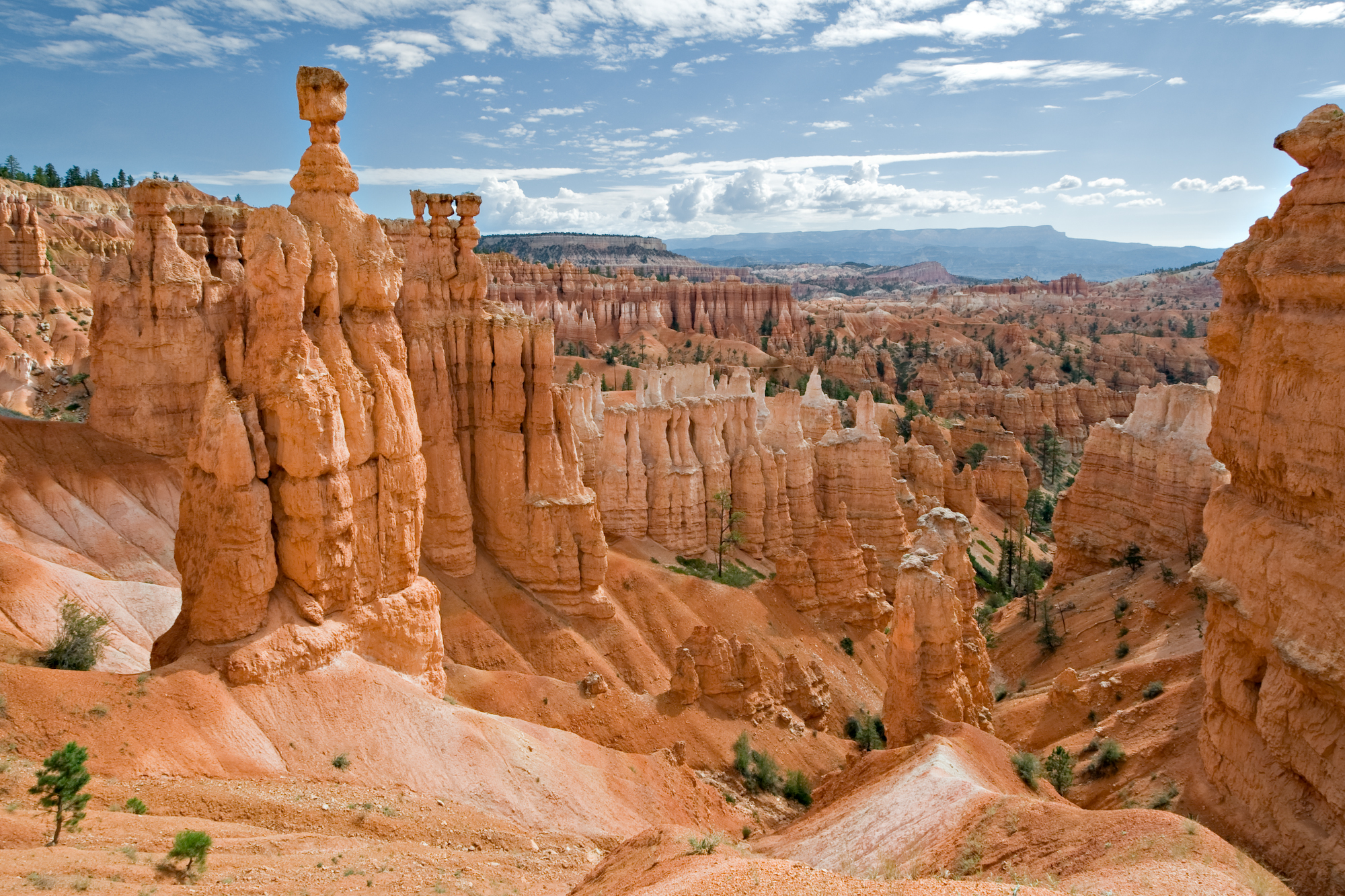
Hoodoos formé dans les Pink Cliffs